# 佩皮一世
佩皮一世（Pepy I），拉名是麦雷拉（Meryre，意为被拉所喜爱的），埃及第六王朝第三位法老，在位49年（公元前2332年—公元前2283年在位）。他可能是第六王朝的第一位法老特提与王后伊普特一世（Iput I）的儿子。然而种种迹象表明，在他继承父位之前有另一个人统治着埃及，在一些王表中称这个人为乌瑟卡拉，而此人在荷鲁斯名没有留下任何记载。一些文物显示，在佩皮一世使用麦雷拉这个拉名之前，他曾以另一个王衔内弗扎霍统治。
佩皮一世向努比亞擴張，發展貿易，同時期貴族勢力也在增強。佩皮一世的两个儿子都作了法老，即奈姆蒂姆萨夫一世和佩皮二世。佩皮一世的妻子是安赫奈斯麦利拉一世(AnkhnesmerireI)和安赫奈斯麦利拉二世。